# Trichosteleum mammosum
Trichosteleum mammosum är en bladmossart som beskrevs av Georg Friedrich von Jaeger 1878. Trichosteleum mammosum ingår i släktet Trichosteleum och familjen Sematophyllaceae. Inga underarter finns listade i Catalogue of Life.